# Marcola (família)
Marcola é o sobrenome de duas famílias italianas, uma proveniente de Verona, e outra de Vigo di Ton.

## Verona
A província de Verona, em Itália, é o local de onde surgiu uma família Marcola. G.B. de Crollalanza relata o brasão desta família nos volumes do seu dicionário histórico das nobres famílias italianas.
Membros ilustres desta família incluem Marco Marcola, pintor italiano do século XVIII.
No Brasil esta família Marcola encontra-se predominante na Região Sul; a ocupação laboral dos membros desta família tem girado à volta da agricultura, desde os anos 30, nos aglomerados de imigrantes italianos no estado de Santa Catarina, que tem como base a agricultura familiar. Conforme descrito num artigo desenvolvido pela universidade do Espírito Santo, chegaram ao Brasil por meio de navios após a Segunda Guerra Mundial.

## Vigo di Ton

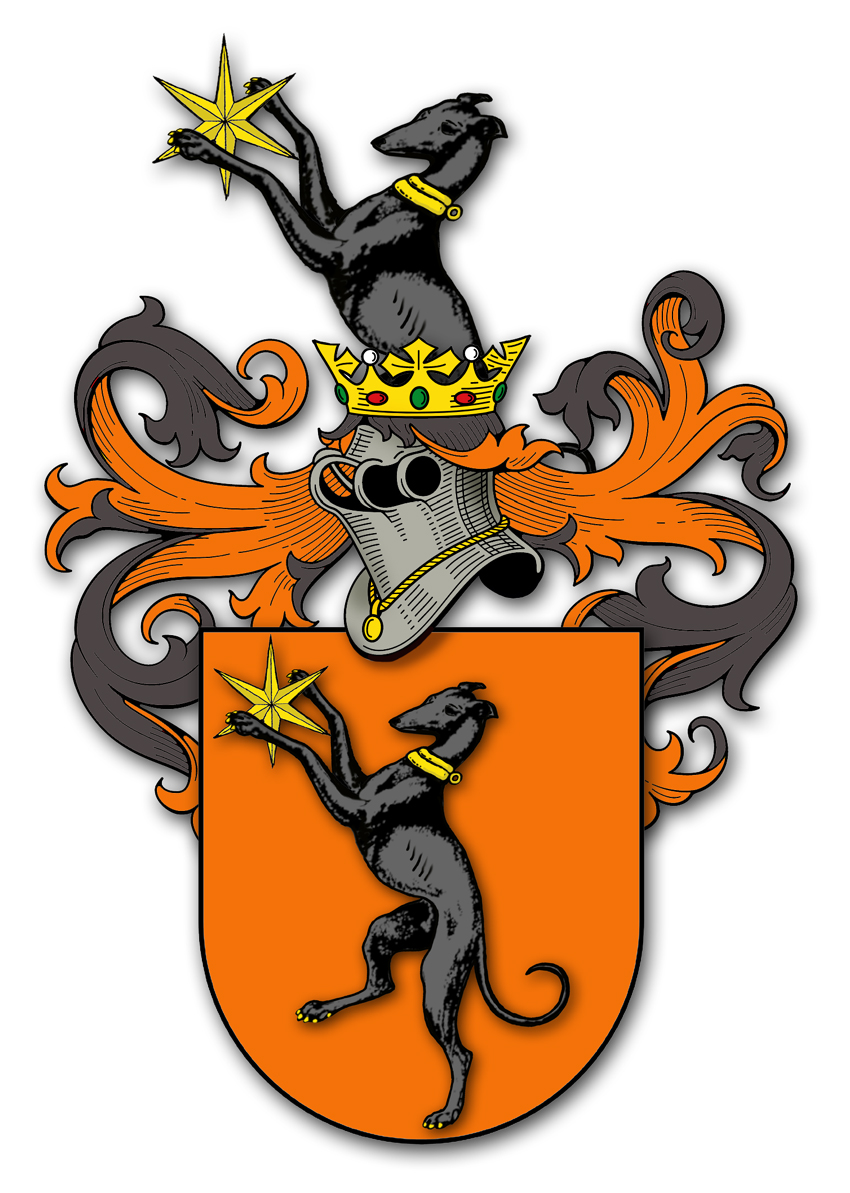
Brasão Marcolla de Vigo di Ton.

Diz a tradição da família trentina, grafada como Marcola e principalmente Marcolla, que seu fundador vivia em Roma, e teria migrado para Vigo di Ton em 1253, mas não há prova documental. O que é certo é que em Vigo foram servos dos condes Thun, empregados em tarefas administrativas (ministeriales). Quem deu à família seu sobrenome foi um certo Marcola, vivo em 1453, quando deu consentimento para que seu filho, Giovanni de Marcolis, que havia sido liberto da servidão, revogasse o ato de sua libertação para poder casar com uma serva, filha de Arvaxinus de Toss. O casamento aparentemente acabou não se realizando, e pouco depois Giovanni foi novamente liberto e ao mesmo tempo enobrecido, casando com Polonia de Dardine, membro de uma família que recentemente havia sido liberta e enobrecida. Giovanni deixou seis filhos: Salvatore, Antonio, Marcola, Cristoforo, Gervasio e Pietro, que permaneceram na condição de servos até 1490, quando todos, exceto Marcola, foram emancipados. Em 1491, em recompensa de seus serviços e fidelidade, esses filhos emancipados receberam do bispo de Trento o título de nobres rurais para si e sua descendência. Sua nobreza foi confirmada em 1529, em 1533 receberam um brasão, e seus descendentes foram reconfirmados nobres em 1749.
No século XVI a família foi uma importante apoiadora dos bispos de Trento na região de Vigo. Em 1538 construíram um altar dedicado a santo Antônio na Igreja de Santa Maria Assunta, dotando-o de um benefício para sua manutenção. Na década de 1580 dois outros altares foram levantados na igreja, e mais tarde a família dotou o templo com outros ornamentos e benefícios, mantidos pelas rendas de um expressivo patrimônio composto de terras, capitais e bens móveis.
O dominus Nicolò, filho de Pietro, foi castelão de Rocchetta e regolano maggiore de Vigo. O dominus Antonio, filho de Nicolò, foi procurador do conde Carlo Thun e delegado do administrador episcopal dos vales de Non e Sole. Seu filho, ser Giovanni, foi regolano minore e cônsul de Vigo. Guglielmo, filho de ser Antonio, foi notário e vice-pároco de Vigo. Donato foi capelão dos Thun. Bolfus, Pietro II e Guglielmo foram cônsules; Gervasio II foi notário e delegado do administrador dos vales de Non e Sole; Giacomo e Filippo foram deputados da comuna. Giobatta foi prior do Santuário de São Romédio por 66 anos. Vários membros não enobrecidos da família permaneceram na servidão até fins do século XVI, quando os remanescentes foram emancipados.